# Katrineholm (gemeente)
Katrineholm is een Zweedse gemeente in Södermanland. De gemeente behoort tot de provincie Södermanlands län. Ze heeft een totale oppervlakte van 1195,9 km² en telde 32.258 inwoners in 2004.

## Plaatsen en inwoneraantal (2005)
- Katrineholm (plaats) 21386 inwoners
- Valla (Zweden) 1584
- Sköldinge 630
- Bie (Zweden) 549
- Forssjö 513
- Björkvik 511
- Äsköping 371
- Strångsjö 370
- Djulö kvarn 200
- Uddens fritidsområde 105
- Flodafors 103
- Hjälmsätters fritidsområde 97
- Äs 83
- Strängstorp 76
- Fjällskäfte 56
- Kanntorp 55